# Encierros Bárcena de Pie de Concha
Los encierros de Pie de Concha (Cantabria) son un festejo popular taurino que se celebra el último domingo de agosto, durante las fiestas en honor a Nuestra Señora de la Consolación. Fueron declarados fiesta de interés turístico regional en 2017.

## Origen y evolución
Pie de Concha rinde homenaje a su patrona desde el año 1919; año en que se empezó a consolidar la tradición taurina local, si bien los encierros cuentan 40 ediciones.
Las fiestas en honor a Ntra. Sra. de Consolación han sido organizadas desde la segunda mitad del siglo XX por la Peña Joyacón, que debe su nombre a un monte propiedad del pueblo, situado por encima de Montabliz.
Sus orígenes, se han ido organizando actos de todo tipo, como por ejemplo el Memorial de Bolos, Martín Carrancedo, los pasacalles, los festivales de música tradicional, la procesión, los bailes regionales, actuaciones musicales y los tradicionales encierros.
En un primer momento, las fiestas contaban únicamente con un encierro, celebrado el domingo de las fiestas, si bien, en los últimos años, a ese encierro se le ha sumado otro la noche del sábado, que cuenta con una gran participación, tanto de vecinos como de habitantes de pueblos cercanos.

## Descripción del festejo
Este festejo popular taurino se celebra durante las fiestas en honor a Ntra. Sra. de la Consolación, patrona del municipio, cuya festividad es el 4 de septiembre, aunque se celebran la semana del último domingo de agosto.
Actualmente consta de dos encierros, uno el sábado por la noche y otro el domingo a medio día. Previamente a su celebración, se cierran las calles por donde va a transcurrir el festejo con tablones y se instalan los toriles; preparación en la que participan de forma activa los vecinos de la localidad.
Además la relación del municipio con los animales no acaba aquí, ya que durante el mes de mayo celebra una reconocida Feria del Ganado, que cada año se supera en visitantes y número de animales.

## Reconocimiento
- El 19 de junio de 2017, la Consejería de Innovación, Industria, Turismo y Comercio del Gobierno de Cantabria declaró los encierros de Nuestra Señora de Consolación, celebrados en Pie de Concha el último domingo de agosto, Fiesta de Interés Turístico Regional.[10][11]